# Sonic Lost World
Sonic Lost World (ソニック ロストワールド Sonikku Rosuto Wārudo?) es un videojuego y entrega principal de la serie Sonic the Hedgehog. El juego se lanzó a la venta en exclusiva para Wii U y Nintendo 3DS el 18 de octubre de 2013 en Europa, el 24 de octubre en Japón y el 29 de octubre en América, mientras que la versión para PC fue lanzada mundialmente el 2 de noviembre de 2015. El juego se desarrolló por el Sonic Team y fue publicado por Sega. También su inspiración se dio por el cancelado juego de Sonic, Sonic X-treme.

## Desarrollo
Originalmente, Sega registró la marca y la dirección web de la página oficial del juego el 16 de mayo de 2013.  El juego fue anunciado por primera vez en una presentación de Nintendo Direct el 17 de mayo de 2013. De acuerdo con Satoru Iwata de Nintendo, Nintendo y Sega hicieron una alianza durante los años 2013 y 2014 para lanzar tres juegos exclusivos de la franquicia Sonic the Hedgehog.
La versión para Nintendo 3DS hasta la fecha, es el último juego de la franquicia de Sonic en ser desarrollada por la empresa Dimps, quienes anteriormente se encargaron del desarrollo de los juegos portátiles de Sonic como la serie Sonic Advance y Sonic Rush, la versión para Nintendo 3DS presenta un diseño de niveles diferente a la versión de Wii U y PC, además de incluir fases especiales para desbloquear las 7 esmeraldas del caos.
La versión para Wii U incluyó como contenido descargable 3 niveles extra inspirado en otras series de videojuegos, uno de NiGHTS into Dreams... de Sega, otro de Yoshi's Island y uno de The Legend of Zelda (Ambas series de Nintendo). En la versión para PC, el nivel de NiGHTS into Dreams... es el único disponible debido a que es propiedad de Sega.

## Historia
Al estar en una persecución con el Dr. Eggman, Sonic y Tails llegan a un mundo perdido conocido como Lost Hex (Héxagon en el doblaje español) donde descubren que Eggman se ha aliado con una raza alienígena que se hacen llamar Deadly Six (Los Mortíferos Seis en español). Ellos terminan traicionando a Eggman y este se ve forzado a unirse a Sonic para detener a los Deadly Six. Cuando Sonic y Eggman vencen a los Deadly Six, Eggman se revela de nuevo contra Sonic como es habitualmente.

### Capítulos de Sonic Lost World
- Capítulo 1: Inicio
- Capítulo 2: La llamada de Amy
- Capítulo 3: Eggman y los Zeti
- Capítulo 4: Entrenamiento con Zazz
- Capítulo 5: En buenas manos
- Capítulo 6: La caracola cacofonica
- Capítulo 7: El arma secreta
- Capítulo 8: El almuerzo de Zomom
- Capítulo 9: La rebelión de los Seis
- Capítulo 10: Estamos en un buen lio
- Capítulo 11: Una energía vital
- Capítulo 12: Absorbiendo la vida
- Capítulo 13: El veloz maestro Zik
- Capítulo 14: Viejos enemigos
- Capítulo 15: El enfado de Tails
- Capítulo 16: La cólera de Eggman
- Capítulo 17: Prioridad de Zeena
- Capítulo 18: Comportamientos raros
- Capítulo 19: El plan de los Seis
- Capítulo 20: ¡Una trampa¡
- Capítulo 21: ¡Pero si no es azul¡
- Capítulo 22: Zor a la penumbra
- Capítulo 23: La petición de Orbot
- Capítulo 24: La provocación de Zavok
- Capítulo 25: La transmisión final
- Capítulo 26: Tails mejorado
- Capítulo 27: Eggman se sacrifica
- Capítulo 28: Robo Tails ataca
- Capítulo 29: El resurgir de Eggman
- Capítulo 30: Victoria
- Capítulo 31: Fin
- Capítulo 32: Epílogo
- Créditos

## Zonas
Este juego comprende las siguientes zonas:
| Zonas                               |
| ----------------------------------- |
| Windy Hill Zone                     |
| Desert Ruins Zone                   |
| Tropical Coast Zone                 |
| Frozen Factory Zone                 |
| Silent Forest Zone                  |
| Sky Road Zone                       |
| Lava Mountain Zone                  |
| Hidden World (U) (PC)               |
| Special Stage (3DS)                 |
| Nightmare Zone (U - DLC) (PC - DLC) |
| Yoshi's Island Zone (U - DLC)       |
| The Legend of Zelda Zone (U - DLC)  |

- (U): Zona disponible en la versión de Wii U
- (PC): Zona disponible en la versión de PC
- (U-DLC): DLC disponible en la versión de Wii U
- (PC-DLC): DLC disponible en la versión de PC
- (3DS): Exclusivo en la versión de Nintendo 3DS

## Doblaje
El doblaje fue dirigido por Guillermo Reinlein y traducido por Jesús Álvarez Sánchez. Ésta es la lista de dobladores originales y su correspondiente voz en español:
| Personaje            | Actor de voz      | Actor de voz          |
| Personaje            | Japonés           | Español               |
| Sonic the Hedgehog   | Jun'ichi Kanemaru | Jonatán López         |
| Miles "Tails" Prower | Ryō Hirohashi     | Graciela Molina       |
| Knuckles the Echidna | Nobutoshi Canna   | Sergio Mesa           |
| Amy Rose             | Taeko Kawata      | Meritxell Ribera      |
| Doctor Eggman        | Chikao Ōtsuka     | Francesc Belda        |
| Orbot                | Mitsuo Iwata      | Albert Vilcan         |
| Cubot                | Wataru Takagi     | Xadi Mouslemeni Mateu |
| Zavok                | Jōji Nakata       | Miguel Ángel Jenner   |
| Zazz                 | Yutaka Aoyama     | Rafael Parra          |
| Zomom                | Chafūrin          | Santi Lorenz          |
| Maestro Zik          | Mugihito          | Rafael Turia          |
| Zeena                | Yumi Tōma         | Meritxell Ribera      |
| Zor                  | Yūki Tai          | Ivan Labanda          |
| Comentarista Wisp    | Fumihiko Tachiki  | Xadi Mouslemeni Mateu |